# Lars Nilsson (friidrottare)
Lars Olof Nilsson, född 29 december 1916 i Uppsala, död 26 juni 2006 i Husby-Ärlinghundra församling, Sigtuna kommun, var en svensk friidrottare (långdistanslöpare). Han tävlade för IF Thor och vann SM-guldet i terränglöpning 4 km år 1940. Han var svensk rekordhållare på 3 engelska mil en kort period år 1941.
Lars Nilsson är gravsatt på Gamla kyrkogården, Uppsala.